# Гужово (Смоленская область)
Гужово — деревня в Вяземском районе Смоленской области России. Входит в состав Исаковского сельского поселения. Население — 1 житель (2007). 
Расположена в восточной части области в 14 км к юго-востоку от Вязьмы, в 16 км восточнее автодороги Р132 Вязьма — Калуга — Тула — Рязань. В 3 км северо-западнее деревни расположена железнодорожная станция О.п. 18-й км на линии Вязьма — Калуга. 

## История
В годы Великой Отечественной войны деревня была оккупирована гитлеровскими войсками в октябре 1941 года, освобождена в марте 1943 года. 